# Egypt II: La Profezia di Heliopolis
Egypt II: La Profezia di Heliopolis è un videogioco di avventura grafica sviluppato e pubblicato dalla Cryo Interactive (e dalla DreamCatcher Interactive in America) per Microsoft Windows, PlayStation e Macintosh.

## Trama
Il gioco è ambientato nel 1360 a.C., nella città di Eliopoli, città sacra a Ra, nel regno di Amenofi III. Gli abitanti del posto sono minacciati da un'epidemia di cui anche il padre della protagonista è infetto. Tifet, giovane sacerdotessa di Sekhmet, inizia la sua ricerca per la cura della città, ma, tra sparizioni misteriose e strane rivelazioni, avrà bisogno dell'aiuto degli Dei per risolvere il mistero.

## Doppiaggio
| Personaggio       | Voce italiana                    |
| ----------------- | -------------------------------- |
| Nefermaat "Tifet" | Renata Bertolas                  |
| Djehouty          | Umberto Bortolani                |
| Idi               |                                  |
| Kefren            | Gabriele Duma                    |
| Nubiano           | Massimo Antonio Rossi            |
| Irou              |                                  |
| Meryre            | Riccardo Rovatti                 |
| Mercanti          | Grazia Verasani Riccardo Rovatti |
| Paihry            | Umberto Bortolani                |

## Accoglienza
| Testata                            | Versione | Giudizio |
| ---------------------------------- | -------- | -------- |
| GameRankings (media al 30-01-2020) | PC       | 57%      |
| Adventure Gamers                   | PC       | 3,5/5    |
| Gamekult                           | PC       | 5/10     |
| Jeuxvideo.com                      | PC       | 14/20    |

Nel dicembre del 2000, stando a Mattieu Saint-Dennis della Cryo Interactive, Egypt 2 ha venduto almeno 180.000 copie in tutta Europa, di cui 50.000 solo in Francia. Verso il mese di febbraio 2004, sia Egypt 2 che il suo predecessore hanno venduto un totale di 700.000 copie.